# Gottlieb von Rosen
Ludwig Wilhelm Gottlieb Freiherr von Rosen (* 10. Juni 1823 in Rendsburg; † 20. November 1896 in Stralsund) war ein preußischer Landrat.

## Leben
Gottlieb von Rosen gehörte zur ( I.) Pommerschen (schleswig-holstein-schlesischen) Linie seines Adelsgeschlechtes von Rosen, wo die Vorfahren 1662 aus Stralsund stammen und nicht mit der bekannten Familie von Rosen stammesverwandt sind; aber das gleiche Wappen führen. Seine Eltern waren Ludwig Ferdinand Wilhelm von Rosen (* 1793; † 1870) auf Gut Rosengarten und Gertrude von Bülow-Zaschendorf (* 1792; † 1871). Er hatte zwei Geschwister, Bruder Karl Sophus Wilhelm (* 1827; † 1888), der später Kunsthistoriker wurde, und die Schwester Mathilde (* 1830; † 1905), die mit dem Rüganschen Rittergutsbesitzer Freiherr Eduard von Langen-Parow (* 1818; † 1898) verheiratet war und das vaäterliche Gut erbte.
Nach dem Besuch des Gymnasiums in Stralsund begann er sein Studium der Jura und Kameralistik an der Bonner Universität, wo er am 2. November 1841 immatrikuliert wurde. Am gleichen Tag wurde er Mitglied des Corps Rhenania Bonn. Im Wintersemester 1842/43 wechselte er an die Universität Berlin. Nach dem Studienabschluss wurde er 1844 Auskultator und 1845 Referendar in Halberstadt, 1847 in Stralsund. 1851 war Regierungsassessor in Berlin, danach bei der Regierung in Stralsund, bei der Regierung und dem Oberpräsidium Koblenz und 1857 beim Landratsamt Bad Kreuznach. 1859 übernahm er als Nachfolger von Wilhelm Stiehler die Position als gräfl. Stolberg`scher Regierungsrat und Oberbeamter in der Grafschaft Wernigerode unter Graf Otto zu Stolberg-Wernigerode. Als diese 1876 in einen Landkreis der preußischen Provinz Sachsen umgebildet wurde, trat er zurück, so dass Rudolph Elvers das neue Landratsamt in Wernigerode übernahm.
Er war künstlerisch interessiert und verfügte über eine größere Metall-Plastik-Sammlung. Gottlieb von Rosen war Konservator der Rüg. Pomm. Althertümer und Kunstdenkmäler. Sein Bruder Karl von Rosen war ebenfalls Mitglied er Rüg.- Pomm.-Abteilung der Gesellschaft für Pommersche Geschichte.
Bereits 1857 hatte er den Dannebrogorden erhalten.

## Schriften
- Geschichte der Familie von Rosen. Pommersche Linie. Erste Abtheilung, B. Angerstein, Wernigerode 1860. Digitalisat
- Geschichte des adelichen, freiherrlichen und gräflichen Geschlechts von Bohlen. (Fortführung) Theil II: Urkundenbuch. (1859) ff.
- Rüg. Lieder. (1863)
- Vom Baltischen Strande. (1876)
- Das älteste Stadtbuch der Stadt Garz auf der Insel Rügen. In: Quellen zur Pommerschen Geschichte. Band 1, Hrsg. Gesellschaft für Pommersche Geschichte und Alterthumskunde, Leon Saunier (Paul Saunier), Stettin 1885. Digitalisat
- Hans (von) Behr der ältere und seine Söhne Daniel, Hugold und Samuel. (1896)[15][16]